# 米迦勒学期
米迦勒学期（Michaelmas term）是指英国和爱尔兰一些大学的秋季第一学期，这些大学包括：
- 牛津大学
- 剑桥大学
- 伦敦政治经济学院
- 伦敦大学国王学院
- 威尔士大学兰彼得学院
- 威尔士暨亚伯里斯威斯大学
- 杜伦大学
- 艾希特大學
- 兰卡斯特大学
- The Honorable Society of King's Inns
- 都柏林三一学院
- 皇家哈洛威学院
- 伦敦大学海斯罗珀学院
- 曼彻斯特大学
- 纽卡斯尔大学（之前）